# Караїмське училище (Чуфут-Кале)
Караїмське училище — навчальний заклад для караїмів Чуфут-Кале, що був засноване в 1843 р. Засновник — Соломон Бейм.

## Приватне училище
У 1837 році, під час відвідин фортеці царською сім'єю, імператор звернув увагу на те, що Чуфут-Кале занепадає і близьке до знелюднення; караїми займаються майже виключно торгівлею, і без училища на Кале жити неможливо.
Спочатку училище утримувалося на добровільні пожертвування жителів містечка. Перший набір складав 14 хлопчиків, потім на кошти караїмської громади було побудовано нову будівлю для приватного училища, де навчалося вже близько 100 хлопчиків.
Соломон Бейм був єдиним викладачем в училищі. Це було єдине караїмська училище, де було запроваджено викладання російської мови.
У квітні 1846 року в училищі відбувалися іспити, на яких були присутні:
- Таврійський цивільний губернатор Володимир Пестель;
- голова Казенної палати Володимир Княжевич;
- директор училищ Таврійської губернії А. Самойлов, інші офіційні особи;
- головний екзаменатор — старший учитель євпаторійських караїмських училищ, відомий діяч з вивчення історії та старожитностей Авраам Фіркович.

Губернатор подякував Соломона Бейма і відзначив той рівень освіти, яке дає училище дітям. Він визначив позитив запровадження російської мови для учнів:
«Тут в невеликому за чисельністю містечку, дають дітям правильне освіту, на відміну від Євпаторії, де приблизно 300 учнів, надриваючи груди, повторюють за вчителем заданий урок, заважають один одному, а старий учитель при цьому не може розрізнити слова, вимовлені учнями, отже, не може виправити помилки. В Євпаторії існує ще несвідоме викладання, де не існує правильної системи навчання і виховання, куди російські слова не отримали ще доступу. Цією новою методою навчання скористався Соломон Бейм. Треба думати, що настане той день, коли і караїми Євпаторії зможуть застосувати ту систему виховання і освіти, яку застосував С. Бейм. Караїми повинні піддатися суттєве перетворення в галузі освіти, щоб бути нарівні зі своїми співгромадянами російської національності. Караїми займаються торгівлею — це дуже добре. Але вони повинні навчитися російській мові — це мова більшості жителів нашої країни, це мова, який доставляє їм блага спокійного життя, мова законів, якими вони керуються. Це мова жителів, з якими призводять їх в контакт матеріальні вигоди, як класу переважно торгового. Це мова, на якій їм передаються милості, що проливається на них государем імператором».

## Державне училище
Відвідування великою кількістю вчених і мандрівників Чуфут-Кале сприяло популяризації фортеці і навчального закладу С. Бейма. На початку 1850 року Таврійський генерал-губернатор В. Пестель пише Новоросійському і Бессарабському генерал-губернатору Михайлу Воронцову лист, в якому розповідає про шестирічну діяльність С. Бейма на посаді старшого газзана і про створення ним училища, яке він утримував частково на свої кошти.
Пестель пропонував замість приватного училища створити державне училище і зробити його центром освіти караїмів. Щоб залучити в Кале більше караїмів, він пропонував:
- звільнити караїмів-жителів Кале від відбування всіх земських і міських повинностей на 25 років або навіть назавжди (при цьому, не звільняючи від платежу гільдійських внесків);
- караїмам, які переселяються до Кале, надати пільги різних повинностей до міцного їх осідання;
- передати караїмське училище в підлеглість дирекції училищ Таврійської губернії;
- ввести в штат училища ще одного викладача з платою 150 рублів на рік;
- визначити С. Бейм плату в 230 рублів на рік;
- виділяти училищу щорічно на ремонт 500 руб. і на навчальні посібники 120 рублів;
- до тих пір поки училищі не зміцниться, плату за навчання учнів не стягувати;
- після затвердження училища, стягувати помірну плату за навчання учнів заможних батьків, звільнивши від неї дітей бідних караїмів.

Перетворення пропонувалися істотні, але досить грошей виділено не було. Тому С. Бейм звернувся до співгромадян з проханням надати матеріальну допомогу, а сам на два місяці залишив Чуфут-Кале, залишивши підписний лист. До його повернення лист був заповнений численними підписами, серед яких був підпис і Таврійського губернатора В. Пестеля, яка свідчив: «Готовий сприяти до облаштування обставин заззана Бейма відомими йому засобами».
За два роки робота зі створенню училища була реалізована.
1 квітня 1852 року С. Бейм був призначений його наглядачем і вчителем караїмської мови та віровчення з зарплатою 230 рублів на рік, вчителем російської мови та арифметики був призначений учитель Колпакчі з платою 150 рублів на рік.
15 квітня 1852 року С. Бейм отримав повідомлення від директора училищ Таврійської губернії про закриття приватного караїмського училища і про відкриття училища, що входить в систему Дирекції училищ Таврійської губернії.
Відкриття училища було затьмарене неприємною подією: у новозбудованому будинку сталася пожежа, частина будівлі згоріла. С. Бейм домігся дозволу відкрити училище в своєму будинку, оскільки для цього у нього були вільні, відповідні кімнати.
20 квітня 1852 року фортеця Чуфут-Кале святкувала урочисте відкриття караїмського парафіяльного училища. Були присутні: голова Казенної палати, дійсний статський радник Княжевич, генерал-майор Боассель, директор училищ Самойлов. Губернатор присутнім не міг, оскільки був хворий.
Перед входом до училища в будинку Бейма, в кенаса був відслужений урочистий молебень на честь імператора. При відкритті училища виступали Княжевич і Самойлов, потім в будинку С. Бейма був даний обід. Виголошувалися урочисті тости на честь високопоставлених осіб, в тому числі начальника міста і місцевого ротмістра Шостака.